# Anne-Marie Dánská
Anna Marie, princezna dánská, titulární královna řecká, (celým jménem Anna Marie Dagmar Ingrid Dánská dánsky Anne-Marie Dagmar Ingrid prinsesse til Danmark, řecky: Άννα-Μαρία Βασίλισσα των Ελλήνων) (* 30. srpna 1946, zámek Amalienborg v Kodani) je rodem dánská princezna a sňatkem řecká královna.

## Biografie

### Původ, mládí
Anne-Marie se narodila jako nejmladší ze tří dcer dánského krále Frederika IX. a jeho manželky, švédské princezny Ingrid; je nejmladší sestrou současné dánské královny Markéty II. a sestřenicí současného švédského krále Karla XVI. Gustava. Vdala se za řeckého krále Konstantina II., jenž abdikoval po referendu v roce 1973 a 1974. Její titul „královna řecká“ (nebo též „královna Helénů“) není uznáván podle stanov republikánské řecké ústavy, nicméně podle mezinárodních zvyklostí jsou nositelé některých dřívějších postů i nadále jejich držiteli coby čestného titulu po zbytek svého života.

### Manželství, potomci
V roce 1959, ve věku 13 let, poznala svého budoucího manžela – vzdáleného bratrance Konstantina, prince Řeckého a Dánského a pozdějšího řeckého krále, který spolu se svými rodiči přijel do Dánska. Podruhé se setkali v roce 1961 opět v Dánsku a tehdy Konstantin sdělil svým rodičům, že se s Anne-Marií hodlá oženit. Potřetí se setkali v květnu roku 1962 v Aténách na svatbě Konstantinovy sestry princezny Sofie s princem Juanem Carlosem, pozdějším španělským králem Juanem Carlosem I., a pak v roce 1963 na oslavách stého výročí řecké monarchie.

Anne-Marie Dánská se svým manželem Konstantinem II., a jejich dvěma vnoučaty (1998)

V červenci roku 1964 se uskutečnilo oficiální zasnoubení a 18. září téhož roku se Anne-Marie v Athénách za Konstantina (v té době již řeckého krále – jeho otec Pavel I. zemřel půl roku před jejich sňatkem) provdala; je tak švagrovou španělské královny Sofie, starší Konstantinovy sestry.
- 1. Alexia (* 10. 7. 1965 Korfu)
  - ⚭ 1999 Carlos Morales Quintana (* 31. 12. 1970 Lanzarote),
- 2. Pavel (* 20. 5. 1967 Tatoi), titulární korunní princ
  - ⚭ 1995 Marie-Chantal Miller (* 17. 9. 1968 Londýn)
- 3. Nikolas (* 1. 10. 1969 Řím)
  - ⚭ 2010 Tatiana Ellinka Blatnik (* 28. 8. 1980 Caracas)
- 4. Teodora (* 9. 6. 1983 Londýn), herečka
- 5. Filippos (* 26. 4. 1986 Londýn)
  - ⚭ 2020 Nina Nastassja Flohrová (* 22. 1. 1987 Svatý Mořic)

## Exil
V listopadu roku 1967 došlo ke státnímu převratu a vojenská junta, složená z plukovníků, které sám jmenoval po úspěšném coup d‘état během předcházejícího dubna, Konstantina zradila a svrhla jej z trůnu. V prosinci téhož roku se král Konstantin pokusil o protipuč proti vojenské juntě, ten se však nezdařil a celá rodina musela prchnout do exilu, nejprve do Itálie (kde královna, zřejmě v důsledku těchto dramatických událostí potratila). Rodina žila po dva měsíce na řecké ambasádě a poté dalších pět let v domě na předměstí Říma.
Roku 1973 přesídlili do Anglie. Žili nejprve v Chobhamu v hrabství Surrey, později se přemístili na předměstí Londýna, do Hampsteadu, kde stále žijí. Když po turecké anexi Kypru v roce 1974 byla vojenská junta svržena, bylo 8. prosince téhož roku vypsáno referendum, v němž se však 68,8 % voličů vyjádřilo k monarchii zamítavě.

### V exilu
V roce 1980 založili Anne-Marie a Konstantin v Londýně Řeckou kolej – bilingvní školu, kde studovaly i jejich děti. Anne-Marie je čestnou ředitelkou koleje.
Řecká vláda nedovolila královskému páru návrat do Řecka do roku 1981, kdy jim umožnila vstoupit na několik hodin na řeckou půdu u příležitosti pohřbu bývalé královny Frederiky, Konstantinovy matky. Anne-Marie a její rodina uskutečnily soukromou návštěvu Řecka v roce 1993. Návštěvy jsou častější po roce 2003, kdy byla uzavřena otázka kompenzací soukromého majetku královské rodiny: řecká vláda po svržení monarchie zkonfiskovala jejich palác v Tatoi i další majetek, po úspěšné apelaci k Evropskému soudu pro lidská práva se však zavázala k finančnímu vyrovnání.
Tyto finanční prostředky použil královský pár k založení Nadace Anne-Marie, jež poskytuje pomoc obětem přírodních pohrom v Řecku. Anne-Marie je prezidentkou této nadace.
14. srpna roku 2004 Anne-Marie se svým manželem navštívili poprvé od roku 1967 svůj starý domov v Athénách, bývalý královský palác, nyní sídlo prezidenta. Byli přijati tehdejším prezidentem Konstantinem Stephanopoulosem a dalšími členy Mezinárodního olympijského výboru, jehož byl Konstantin čestným členem. V prosinci roku 2004 Anne-Marie a její děti byli pozváni znovu k návštěvě prezidenta Stephanopoulose.
Anne-Marie je stále titulována jako královna Anne-Marie Řecká většinou panovnických domů (např. britským, španělským, lucemburským či jordánským). Jako královna Anne-Marie (bez označení země na konci jména) je označována dvorem dánským a švédským. Nizozemský dvůr ji nazývá bývalou královnou Anne-Marií z Řecka. Při zahraničních cestách užívá Anne-Marie dánský cestovní pas na jméno Anne-Marie de Grecia, což je španělská forma jejího jména.

## Vývod z předků
|                     |                                               |  |                   |                                              |  |  |  |  |  |  |  | Kristián IX. |
|                     |                                               |  |                   |                                              |  |  |  |  |  |  |  |              |
|                     | Frederik VIII.                                |  |                   |                                              |  |  |  |  |  |  |  |              |
|                     |                                               |  |                   |                                              |  |  |  |  |  |  |  |              |
|                     |                                               |  |                   | Luisa Hesensko-Kasselská                     |  |  |  |  |  |  |  |              |
|                     |                                               |  |                   |                                              |  |  |  |  |  |  |  |              |
|                     | Kristián X.                                   |  |                   |                                              |  |  |  |  |  |  |  |              |
|                     |                                               |  |                   |                                              |  |  |  |  |  |  |  |              |
|                     |                                               |  |                   | Karel XV.                                    |  |  |  |  |  |  |  |              |
|                     |                                               |  |                   |                                              |  |  |  |  |  |  |  |              |
|                     | Luisa Švédská                                 |  |                   |                                              |  |  |  |  |  |  |  |              |
|                     |                                               |  |                   |                                              |  |  |  |  |  |  |  |              |
|                     |                                               |  |                   | Luisa Oranžsko-Nasavská                      |  |  |  |  |  |  |  |              |
|                     |                                               |  |                   |                                              |  |  |  |  |  |  |  |              |
|                     | Frederik IX.                                  |  |                   |                                              |  |  |  |  |  |  |  |              |
|                     |                                               |  |                   |                                              |  |  |  |  |  |  |  |              |
|                     |                                               |  |                   | Bedřich František II. Meklenbursko-Zvěřínský |  |  |  |  |  |  |  |              |
|                     |                                               |  |                   |                                              |  |  |  |  |  |  |  |              |
|                     | Bedřich František III. Meklenbursko-Zvěřínský |  |                   |                                              |  |  |  |  |  |  |  |              |
|                     |                                               |  |                   |                                              |  |  |  |  |  |  |  |              |
|                     |                                               |  |                   | Augusta Reuss Köstritz                       |  |  |  |  |  |  |  |              |
|                     |                                               |  |                   |                                              |  |  |  |  |  |  |  |              |
|                     | Alexandrina Meklenbursko-Zvěřínská            |  |                   |                                              |  |  |  |  |  |  |  |              |
|                     |                                               |  |                   |                                              |  |  |  |  |  |  |  |              |
|                     |                                               |  |                   | Michail Nikolajevič Ruský                    |  |  |  |  |  |  |  |              |
|                     |                                               |  |                   |                                              |  |  |  |  |  |  |  |              |
|                     | Anastázie Michailovna Ruská                   |  |                   |                                              |  |  |  |  |  |  |  |              |
|                     |                                               |  |                   |                                              |  |  |  |  |  |  |  |              |
|                     |                                               |  |                   | Cecilie Bádenská                             |  |  |  |  |  |  |  |              |
|                     |                                               |  |                   |                                              |  |  |  |  |  |  |  |              |
| 'Anne-Marie Dánská' |                                               |  |                   |                                              |  |  |  |  |  |  |  |              |
|                     |                                               |  |                   |                                              |  |  |  |  |  |  |  |              |
|                     |                                               |  | Oskar II. Švédský |                                              |  |  |  |  |  |  |  |              |
|                     |                                               |  |                   |                                              |  |  |  |  |  |  |  |              |
|                     | Gustav V.                                     |  |                   |                                              |  |  |  |  |  |  |  |              |
|                     |                                               |  |                   |                                              |  |  |  |  |  |  |  |              |
|                     |                                               |  |                   | Žofie Nasavská                               |  |  |  |  |  |  |  |              |
|                     |                                               |  |                   |                                              |  |  |  |  |  |  |  |              |
|                     | Gustav VI. Adolf                              |  |                   |                                              |  |  |  |  |  |  |  |              |
|                     |                                               |  |                   |                                              |  |  |  |  |  |  |  |              |
|                     |                                               |  |                   | Fridrich I. Bádenský                         |  |  |  |  |  |  |  |              |
|                     |                                               |  |                   |                                              |  |  |  |  |  |  |  |              |
|                     | Viktorie Bádenská                             |  |                   |                                              |  |  |  |  |  |  |  |              |
|                     |                                               |  |                   |                                              |  |  |  |  |  |  |  |              |
|                     |                                               |  |                   | Luisa Pruská                                 |  |  |  |  |  |  |  |              |
|                     |                                               |  |                   |                                              |  |  |  |  |  |  |  |              |
|                     | Ingrid Švédská                                |  |                   |                                              |  |  |  |  |  |  |  |              |
|                     |                                               |  |                   |                                              |  |  |  |  |  |  |  |              |
|                     |                                               |  |                   | Albert Sasko-Kobursko-Gothajský              |  |  |  |  |  |  |  |              |
|                     |                                               |  |                   |                                              |  |  |  |  |  |  |  |              |
|                     | Artur Sasko-Koburský                          |  |                   |                                              |  |  |  |  |  |  |  |              |
|                     |                                               |  |                   |                                              |  |  |  |  |  |  |  |              |
|                     |                                               |  |                   | Viktorie                                     |  |  |  |  |  |  |  |              |
|                     |                                               |  |                   |                                              |  |  |  |  |  |  |  |              |
|                     | Margareta z Connaughtu                        |  |                   |                                              |  |  |  |  |  |  |  |              |
|                     |                                               |  |                   |                                              |  |  |  |  |  |  |  |              |
|                     |                                               |  |                   | Fridrich Karel Pruský                        |  |  |  |  |  |  |  |              |
|                     |                                               |  |                   |                                              |  |  |  |  |  |  |  |              |
|                     | Luisa Markéta Pruská                          |  |                   |                                              |  |  |  |  |  |  |  |              |
|                     |                                               |  |                   |                                              |  |  |  |  |  |  |  |              |
|                     |                                               |  |                   | Marie Anna Anhaltsko-Desavská                |  |  |  |  |  |  |  |              |
|                     |                                               |  |                   |                                              |  |  |  |  |  |  |  |              |